# Lepidium alashanicum
Lepidium alashanicum là một loài thực vật có hoa trong họ Cải. Loài này được H.L.Yang mô tả khoa học đầu tiên năm 1981.